# Hrabstwo Cuyahoga
Hrabstwo Cuyahoga (ang. Cuyahoga County) – hrabstwo w stanie Ohio w Stanach Zjednoczonych. Obszar całkowity hrabstwa obejmuje powierzchnię 1 245,56 mil2 (3 226 km²). Według danych z 2010 r. hrabstwo miało 1 280 122 mieszkańców. Hrabstwo powstało 7 czerwca 1807 roku, a jego nazwa pochodzi od słowa Cuyahoga, które ma swój rodowód w mowie rdzennych Amerykanów (najprawdopodobniej z języków algonkiańskich) i oznacza krętą rzekę.

## Sąsiednie hrabstwa
- Hrabstwo Lake (północny wschód)
- Hrabstwo Geauga (wschód)
- Portage Portage (południowo-wschodni narożnik)
- Hrabstwo Summit (południowy wschód)
- Hrabstwo Medina (południowy zachód)
- Hrabstwo Lorain (zachód)

Na północy hrabstwo graniczy na Jeziorze Erie z kanadyjskimi hrabstwami Chatham-Kent, Elgin oraz Ontario

## Miasta
- Bay Village
- Beachwood
- Bedford
- Bedford Heights
- Berea
- Brecksville
- Broadview Heights
- Brook Park
- Brooklyn
- Cleveland
- Cleveland Heights
- East Cleveland
- Euclid
- Fairview Park
- Garfield Heights
- Highland Heights
- Independence
- Lakewood
- Lyndhurst
- Maple Heights
- Mayfield Heights
- Middleburg Heights
- North Olmsted
- North Royalton
- Olmsted Falls
- Parma
- Parma Heights
- Pepper Pike
- Richmond Heights
- Rocky River
- Seven Hills
- Shaker Heights
- Solon
- South Euclid
- Strongsville
- University Heights
- Warrensville Heights
- Westlake

## Wioski
- Bentleyville
- Bratenahl
- Brooklyn Heights
- Chagrin Falls
- Cuyahoga Heights
- Gates Mills
- Glenwillow
- Highland Hills
- Hunting Valley
- Linndale
- Mayfield
- Moreland Hills
- Newburgh Heights
- North Randall
- Oakwood
- Orange
- Valley View
- Walton Hills
- Woodmere